# Max Gladstone
Pour les articles homonymes, voir Gladstone.
Œuvres principales
- Les Oiseaux du temps

Max Gladstone, né le 28 mai 1984 à Concord au Massachusetts, est un romancier et nouvelliste américain de science-fiction et de fantasy.

## Œuvres

### UniversThe Craf

#### SérieThe Craft Sequence
1. (en) Three Parts Dead, 2012
2. (en) Two Serpents Rise, 2013
3. (en) Full Fathom Five, 2014
4. (en) Last First Snow, 2015
5. (en) Four Roads Cross, 2016
6. (en) The Ruin of Angels, 2017

#### SérieThe Craft Wars
1. (en) Dead Country, 2023
2. (en) Wicked Problems, 2024

### SérieWild Cards
1. (en) Texas Hold'em, 2018Anthologie de nouvelles écrites avec David Anthony Durham, Victor Milán, Diana Rowland, Walton Simons (en), Caroline Spector et William F. Wu
2. (en) Sleeper Straddle, 2024Roman coécrit avec Stephen Leigh, Mary Anne Mohanraj, Cherie Priest, Christopher Rowe, Carrie Vaughn, Walter Jon Williams et William F. Wu

### Romans indépendants
- (en) Empress of Forever, 2019
- Les Oiseaux du temps, Mü, 2021 ((en) This Is How You Lose the Time War, 2019), trad. Julien Bétan, 160 p.  (ISBN 978-2-35408-845-3)Écrit avec Amal El-Mohtar. Prix Hugo du meilleur roman court 2020, prix Locus du meilleur roman court 2020, prix Nebula du meilleur roman court 2019 et prix British Science Fiction de la meilleure fiction courte 2019
- (en) Last Exit, 2022